# Killerpilze
I Killerpilze (lett. funghi assassini) sono un gruppo musicale punk rock tedesco.
All'inizio erano in 4 con il loro bassista Andreas Schglagheck (Schlagi, ex bassisista) che nel marzo del 2007 ha abbandonato la band per motivi scolastici. Si sono formati nell'ottobre del 2002 e nel 2003 hanno iniziato a suonare in vari pub, poi hanno trovato un produttore, firmato l'accordo con l'Universal e da allora sono molto famosi in tutta Germania, Francia, Polonia, Repubblica Ceca, Belgio e Paesi Bassi (presto sbarcheranno anche in Russia con un concerto in cui si esibiranno anche i Panik/Nevada Tan, loro colleghi tedeschi).

## Storia
Nei primi anni, i Killerpilze hanno cantato sia in inglese che nella loro lingua madre, ovvero il tedesco, e suonato nei pub autoctoni. Dopo aver incontrato un produttore della Universal Records hanno firmato un contratto per cui gli adolescenti punkrockers tedeschi, che hanno cominciato a cantare solo in tedesco, producono il loro primo album Invasion der Killerpilze. Nonostante abbiano continuato a studiare nelle loro scuole locali, i Killerpilze trovano tempo per scrivere e produrre il secondo album, Mit Pauken Und Raketen, e hanno suonato a due tour internazionali, in molte date anche con il "tutto esaurito".
I Killerpilze sono influenzati da diverse band, principalmente i Die Ärzte (una band punkrock tedesca), Enter Shikari, Fall Out Boy, Bullet for My Valentine, Lostprophets e Beatsteaks.
La band lavora inoltre per diverse campagne, come Kein Bock auf Nazis, una campagna a favore della lotta contro il nazismo, e Punk macht Schule, che aiuta a costruire scuole in Etiopia.

## Formazione

### Formazione attuale
- Johannes "Jo" Halbig (30 luglio 1989) - voce, chitarra
- Maximilian "Mäx" Schlichter (3 luglio 1988) - voce e chitarra
- Fabian "Fabi" Halbig (23 dicembre 1992) - batteria

### Ex componenti
- Andreas "Schlagi" Schglagheck - basso

## Discografia

### Album
- 2004 - Von vorne durch die Punkalle
- 2006 - Invasion der Killerpilze
- 2007 - Mit Pauken und Raketen
- 2008 - Ganz Schön Laut Hier! Was? ..Ach Nix (live)
- 2010 - Lautonom
- 2011 - Ein bisschen Zeitgeist
- 2013 - Grell
- 2013 - Grell (Deluxe Edition)

### Singoli
- 2006: Richtig scheiße (Sto di merda)
- 2006: Springt hoch (Salta In alto)
- 2006: Ich kann auch ohne dich (Io posso anche senza te)
- 2007: Liebmichhassmich (Amamiodiami)
- 2007: Ich brauche nichts (Non ho bisogno di niente)
- 2007: Letzte Minute (Ultimo minuto)
- 2010: Drei (Tre)
- 2010: Plastik
- 2011: Komm Komm.com (Vieni Vieni.com)
- 2013: Nimm mich mit
- 2013: Sommerregen